# Anento
Anento é um município da Espanha na província de Saragoça, comunidade autónoma de Aragão. Tem 21,59 km² de área e em 2021 tinha 91 habitantes (densidade: 4,2 hab./km²).
Protegido pelo que sobra do seu castelo, observado pela sua torre celtibera e com o seu pomar a seus pés, o pequeno município de Anento existe cuidado, limpo, com as suas casas típicas de aldeia e e as suas ruelas de estilo medieval. A sua igreja paroquial do século XII guarda o que possivelmente deve ser o retábulo gótico maior e mais bem conservado da antiga Coroa de Aragão, do século XV.
Faz parte da rede das Aldeias mais bonitas de Espanha.

## Demografia
| Variação demográfica do município entre 1991 e 2004 | Variação demográfica do município entre 1991 e 2004 | Variação demográfica do município entre 1991 e 2004 | Variação demográfica do município entre 1991 e 2004 |
| --------------------------------------------------- | --------------------------------------------------- | --------------------------------------------------- | --------------------------------------------------- |
| 1991                                                | 1996                                                | 2001                                                | 2004                                                |
| 104                                                 | 73                                                  | 116                                                 | 198                                                 |